# Уистлер (Британская Колумбия)
Уистлер (англ. Whistler, [ˈwɪslər]) — канадский город-курорт к северу от Береговых хребтов вдоль тихоокеанского побережья в провинции Британская Колумбия, Канада, примерно в 125 км севернее Ванкувера. Входит в состав провинции в качестве муниципалитета курорта Уистлер с постоянным населением приблизительно 9965 человек плюс большое число непостоянно живущего населения в виде рабочих, обычно молодых людей из-за пределов Британской Колумбии, в частности, из Австралии и Европы.
Ежегодно Уистлер посещают 2 миллиона людей, преимущественное горнолыжники и горные велосипедисты, отдыхающие в Уистлер-Блэккомбе. Уистлер заслужил множество наград за уличное оформление и о нём писали во множестве основных журналов о горнолыжном спорте Северной Америки середины 1990-х годов. Во время Зимних Олимпийских игр 2010 года Уистлер в основном был местом проведения горнолыжных состязаний, северных дисциплин, санного спорта, скелетона и бобслея (они проходят в санном центре), а лыжный фристайл и все сноубордные мероприятия проходили на горнолыжном курорте Сайпресс близ Ванкувера.

## Климат
| Показатель                      | Янв.  | Фев.  | Март  | Апр. | Май  | Июнь | Июль | Авг. | Сен. | Окт.  | Нояб. | Дек.  | Год    |
| ------------------------------- | ----- | ----- | ----- | ---- | ---- | ---- | ---- | ---- | ---- | ----- | ----- | ----- | ------ |
| Абсолютный максимум, °C         | 8,9   | 14,3  | 19,6  | 27,8 | 35,6 | 35,3 | 38,8 | 38,0 | 35,0 | 26,8  | 13,6  | 9,8   | 38,8   |
| Средний суточный максимум, °C   | 0,6   | 3,2   | 7,2   | 11,8 | 16,4 | 19,9 | 23,6 | 24,0 | 19,8 | 11,2  | 3,5   | −0,2  | 11,7   |
| Средняя температура, °C         | −2,1  | −0,5  | 2,4   | 6,1  | 10,1 | 13,6 | 16,4 | 16,5 | 12,7 | 6,7   | 0,9   | −2,8  | 6,7    |
| Средний суточный минимум, °C    | −4,9  | −4,2  | −2,3  | 0,3  | 3,8  | 7,2  | 9,2  | 8,9  | 5,6  | 2,0   | −1,8  | −5,4  | 1,5    |
| Абсолютный минимум, °C          | −28,2 | −24,1 | −18,5 | −7,7 | −3,4 | −0,7 | 0,3  | 0,0  | −3,5 | −14,2 | −24,3 | −29,2 | −29,2  |
| Норма осадков, мм               | 176,0 | 104,6 | 97,6  | 75,9 | 66,7 | 58,9 | 44,7 | 47,5 | 54,9 | 154,6 | 192,1 | 154,1 | 1227,7 |
| Источник: climate.weather.gc.ca |       |       |       |      |      |      |      |      |      |       |       |       |        |